# Клинков
Клинков (рос. Клинков) — хутір у Наурському районі Чечні Російської Федерації.
Населення становить 137 осіб. Входить до складу муніципального утворення Мекенське сільське поселення.

## Історія
Згідно із законом від 14 липня 2008 року органом місцевого самоврядування є Мекенське сільське поселення.

## Населення
| 1926 | 1990 | 2002 | 2010 |
| ---- | ---- | ---- | ---- |
| 90   | ↗170 | ↘93  | ↗137 |